# Критична температура

Ізотерми реального газу із відзначеною критичною точкою

На фазовій діаграмі в критичній точці крива співіснування фаз обривається

Крит́ична температ́ура — така температура, при якій густина й тиск насиченої пари стають максимальними, а густина рідини, що перебуває в динамічній рівновазі з парою, стає мінімальною. За температури, що вища ніж критична температура газу, його неможливо сконденсувати за жодного тиску.
Зазвичай критична температура позначається Tк або Tc. 
На малюнку зображена ізотерма реального газу, яка відповідає критичній температурі, відзначена жирнішою лінією. На критичній ізотермі область, в якій тиск у газі при конденсації не змінюється зі зменшеннями об'єму (модуль всебічного стиску дорівнює нулю), зводиться до однієї точки. Ця точка називається критичною. 
Критичній точці відповідає, крім критичної температури, також критичний тиск Pк та критичний об'єм Vк, які, втім, залежать від маси газу. Зазвичай критичні ізотерми проводяться для моля газу.

## Критична температура деяких речовин
| Речовина | Критична температура (°C) |
| Азот     | -146.9                    |
| Аргон    | -122.29                   |
| Бром     | 315                       |
| Водень   | -240.17                   |
| Гелій    | -267.96                   |
| Йод      | 546                       |
| Кисень   | -118.57                   |
| Криптон  | -63.7                     |
| Ксенон   | 16.58                     |
| Арсен    | 1400                      |
| Неон     | -228.75                   |
| Радон    | 105                       |
| Ртуть    | 1477                      |
| Селен    | 1493                      |
| Сірка    | 1041                      |
| Фосфор   | 721                       |
| Фтор     | -128.85                   |
| Хлор     | 143.8                     |

## Загальніше значення
Термін критична температура часто вживається для позначення температури, за якої відбувається фазовий перехід: критична температура надпровідності, критична температура надплинності тощо. 